# James Saito
James Tomio Saito (Los Angeles, 6 maart 1955) is een Amerikaans acteur.

## Biografie
Saito doorliep zijn high school aan de Alexander Hamilton High School in Los Angeles. Het acteren heeft hij geleerd aan de HB Studio in Greenwich Village.

## Filmografie

### Films
Selectie:
- 2024 Breathe - als The Man
- 2019 Long Shot - als minister Kishido
- 2015 The Sea of Trees - als dr. Takahashi
- 2014 Big Eyes - als rechter
- 2014 While We're Young - als dr. Kruger
- 2012 Life of Pi – als oudere verzekeringsinspecteur
- 2001 Pearl Harbor - als Japanse hulpverlener
- 1999 The Thomas Crown Affair – als Paul Cheng
- 1997 Home Alone 3 – als Chinese maffiabaas
- 1997 The Devil's Advocate – als Takaori Osumi
- 1995 Die Hard with a Vengeance – als Koreaanse eigenaar
- 1990 Teenage Mutant Ninja Turtles – als The Shredder / Oroko Saki
- 1984 The Adventures of Buckaroo Banzai Across the 8th Dimension – als Masado Banzai

### Televisieseries
Uitgezonderd eenmalige gastrollen.
- 2023 The Company You Keep - als Joseph Hill - 10 afl.
- 2020 Dash & Lily - Als Arhur Mori - 6 afl.
- 2020 Altered Carbon - als Tanaseda Hideki - 6 afl.
- 2019 The Terror - als Wilson Yoshida - 3 afl.
- 2017 The Deuce - als Kim - 2 afl.
- 2011 One Life to Live – als rechter Lee – 9 afl.
- 2008-2009 Eli Stone – als dr. Frank Chen – 26 afl.
- 2006 As the World Turns – als Kano Yamamoto – 2 afl.
- 1994-1995 New York Undercover – als rechercheur Chang – 2 afl.
- 1992 Loving - als rechercheur Lewis - 10 afl.
- 1989 Days of our Lives - als Tommy Kameha - 3 afl.
- 1986 The Young and the Restless – als Roy Namaguchi – 2 afl.
- 1983-1984 Knots Landing– als verslaggever – 2 afl.
- 1977-1981 M*A*S*H – als Koreaanse soldaat – 4 afl.